# Вилапијана-Ронкена (Белуно)
Вилапијана-Ронкена је насеље у Италији у округу Белуно, региону Венето.
Према процени из 2011. у насељу је живело 992 становника. Насеље се налази на надморској висини од 237 м.